# Евлогий Сливенски
Евлогий е епископ Българската православна църква, сливенски митрополит от 1939 до 1947 година.

## Биография
Роден е със светското име Спиридон Попантонов Георгиев на 3 март 1880 година в град Враца в свещеническо семейство. Прогимназиалното си образование завършва в родния си град, а след това от есента на 1903 година учи в Духовната семинария в София, която завършва в 1909 година и от 1 октомври 1910 е чиновник в Светия синод. От 1 октомври 1911 година е студент в Богословския факултет на Черновицкия университет, Австро-Унгария. По време на Първата световна война прекъсва образованието си и една година от 14 септември 1914 до 31 август 1915 година е учител в свещеническото училище в Бачковския манастир. Завършва университета през юни 1916 година. И от 13 септември до 31 август 1917 година е учител-възпитател в Пловдивската духовна семинария. На 28 октомври 1916 година в църквата „Свети Николай“ в София е замонашен под името Евлогий от митрополит Василий Доростолски и Червенски, който на следния ден го ръкополага за йеродякон.
От 11 септември 1917 година до 31 декември 1917 година е проповедник, а от 1 януари 1918 до 15 август 1919 година е секретар на Врачанската митрополия. На 9 август 1919 година в храма „Възнесение Господне“ митрополит Климент Врачански го ръкополага за йеромонах и на 16 август е назначен за протосингел на митрополията, като остава на този пост до 14 септември 1930 година. На 12 март 1921 година по решение на Синода митрополит Климент го възвежда в архимандритски сан.
От 15 септември 1930 година до 14 август 1936 година е ректор на Пловдивската духовна семинария. На 13 декември 1931 година е ръкоположен в епископски сан с титлата смоленски в катедралата „Свети Александър Невски“ в София. От 16 август 1936 година до 31 август 1938 година е ректор на Софийската духовна семинария. От 1 септември 1938 година е главен секретар на Синода.
На 1 януари 1939 година е назначен за викарий на митрополит Иларион Сливенски, като заема поста до март. На 18 юни същата година е избран и 25 юни е канонически утвърден за сливенски митрополит.
Почива на 5 април 1947 година в Сливен. Погребан е до катедралния храм „Свети Димитър“.

## Произведения
- И на земли мир..., Сливен, 1941 г.;[2]
- Рождество Христово, (реч на празника), Сливен, 6 януари 1942 г.;[2]
- Програма за църковно-енорийската дейност и живо пастирство, Сливен, 1942 г.[2]